# 2000年夏季残疾人奥林匹克运动会巴勒斯坦代表团
2000年夏季残疾人奥林匹克运动会巴勒斯坦代表团是巴勒斯坦派出的2000年夏季残疾人奥林匹克运动会代表团。获得1枚铜牌。